# Niška Banja
Niška Banja (Servisch: Нишка Бања) is een gemeente in de Servische stad Niš.
Niška Banja telt 15.359 inwoners (2002). De oppervlakte bedraagt 145 km², de bevolkingsdichtheid is 105,9 inwoners per km². Het ligt zo'n acht kilometer oostwaarts van Niš aan de voet van de Suva Planina.
In Niška Banja is een kuuroord gevestigd, dat al sinds de tweede eeuw na onze jaartelling bestaat. In Niška Banja komt warm, radioactief water uit de bodem, dat rijk is aan radon. De oudste verwijzing naar Niška Banja komt uit 448, de Byzantijnse tijd.

## Bevolkingsopbouw
De bevolking bestaat uit Serven (14,719) en Roma (445), volgens de volkstelling uit 2002.
De stad is partnerstad met Sofades in Griekenland.